# Puchar COSAFA 2002
COSAFA Cup 2002 – odbył się w dniach od 16 marca do 28 września 2002 roku. W turnieju wystartowało 12 drużyn narodowych (Seszele odmówiły występu, zaproszono więc Madagaskar):
- Angola
- Botswana
- Lesotho
- Madagaskar
- Malawi
- Mauritius
- Mozambik
- Namibia
- Południowa Afryka
- Suazi
- Zambia
- Zimbabwe

Zwycięzcą turnieju została Republika Południowej Afryki.

## Runda kwalifikacyjna
| 16 marca 2002 | Mauritius · Mamisoa Razafindrakoto 14' (sam.) · Sebastien Bax 78' | 2:31:2 | Madagaskar · 17' Jean-Yves Rabdriamarozaka · 44' Elyes Razafindrakoto · 58' Francky Randrianasoloniaina | Belle Vue, Mauritius Sędzia: Simon Masondo (RPA) |
|               |                                                                   |        | |                                                  |

| 30 marca 2002                                                                                 | Botswana | 0:0 k. 4:5                                                                   | Republika Południowej Afryki | Gaborone, Botswana Sędzia: Harris Shikapande (Zambia) |
|                                                                                               |          |                                                                              |                              |                                                       |
|                                                                                               |          | Rzuty karne                                                                  |                              |                                                       |
| Donald Thobega · Diphetogo Selolwane · Tshepiso Molwantwa · Tatayaone Mothuba · Oliver Pikati |          | Cyril Nzamba · Ishmael Maluleke · Jabu Pule · Bradley August · Matthew Booth |                              |                                                       |

| 7 kwietnia 2002 | Lesotho | 0:2 | Mozambik · 10' Mavo · 24' Jossias | Maseru, Lesotho Sędzia: Kuedza Nchengwa (Botswana) |
|                 |         |     |                                   |                                                    |

| 21 kwietnia 2002 | Suazi · Mfanzile Dlamini 20' k. · Mfanzile Dlamini 65' | 2:1 | Namibia · 36' Ruben van Wyk | Lobamba, Suazi Sędzia: Pascoal Laforte (Mozambik) |
|                  |                                                        |     |                             |                                                   |

## Ćwierćfinały
| 5 maja 2002 | Zimbabwe | 0:20:0 | Suazi · 60' Siza Dlamini · 89' Sibusiso Dlamini | Harare, Zimbabwe Sędzia: Louis Simisse (Mauritius) |
|             |          |        |                                                 |                                                    |

| 18 maja 2002 | Malawi · Essau Kanyenda 9' · Fernando 37' sam. | 2:12:0 | Suazi · 52' sam. Peter Mponda | Blantyre, Malawi Sędzia: Frank Mlangeni (Suazi) |
|              |                                                |        |                               |                                                 |

| 6 lipca 2002 | Zambia · Rotson Kilambe 10' · Chaswe Nsofwa 38' · Rotson Kilambe 57' | 3:02:0 | Mozambik | Lusaka, Zambia Sędzia: Kizito Ndoro (Zimbabwe) |
|              |                                                                      |        |          |                                                |

| 21 lipca 2002                                                   | Republika Południowej Afryki | 0:0 k. 4:1                                              | Madagaskar | Port Elizabeth, RPA Sędzia: Eugenio Colembi (Angola) |
|                                                                 |                              |                                                         |            |                                                      |
|                                                                 |                              | Rzuty karne                                             |            |                                                      |
| Stanton Fredericks · Cyril Nzama · Jabu Pule · Clement Mazibuko |                              | Jimmy Radafison · Praxis Rabermananjara · Hubert Robson |            |                                                      |

## Półfinały
| 10 sierpnia 2002 | Malawi · Essau Kanyenda 66' k. | 1:00:0 | Zambia | Blantyre, Malawi Sędzia: Paul Phomane (Lesotho) |
|                  |                                |        |        |                                                 |

| 24 sierpnia 2002 | Republika Południowej Afryki · Teboho Mokoena 28' · Teboho Mokoena 64' · Jabu Pule 77' k. · Stanton Fredericks 90' | 4:11:0 | Suazi · 58' Sibusiso Dlamini | Polokwane, RPA Widzów: 30000 Sędzia: Mathews Katjimune (Namibia) |
|                  | |        |                              |                                                                  |

## Finał
| 21 września 2002 | Malawi · Patrick Mabedi 45' k. | 1:31:1 | Republika Południowej Afryki · Patrick Mayo 42' · Patrick Mayo 58' · Jimmy Kauleza 88' | Blantyre, Malawi Widzów: 60000 Sędzia: Harris Shikapande (Zambia) |
|                  |                                |        |                                                                                        |                                                                   |

| 28 września 2002 | Republika Południowej Afryki · Benedict Vilakazi 90' | 1:00:0 | Malawi | Durban, RPA Sędzia: Joseph Musasa (Zimbabwe) |
|                  |                                                      |        |        |                                              |

## Strzelcy
2 gole
- Essau Kanyenda
- Patrick Mayo
- Teboho Mokoena
- Mfanzile Dlamini
- Rotson Kilambe

1 gol
- Jean-Yves Rabdriamarozaka
- Francky Randrianasoloniaina
- Elyes Razafindrakoto
- Patrick Mabedi
- Sebastien Bax
- Jossias
- Mavo
- Ruben van Wyk
- Stanton Fredericks
- Jimmy Kauleza
- Jabu Pule
- Benedict Vilakazi
- Sibusiso Dlamini
- Siza Dlamini
- Chaswe Nsofwa

Gole samobójcze
- Mamisoa Razafindrakoto (dla Mauritiusa)
- Peter Mponda (dla Suazi)
- Fernando (dla Malawi)

## Żółte kartki
Na turnieju arbitrzy pokazali 40 żółtych kartek. Oto ich „zdobywcy” (w kolejności od piłkarza, który dostał żółtą kartkę najwcześniej):
1. Kersley Appou (38', mecz Mauritius-Madagaskar)
2. Ashik Punchoo (83', mecz Mauritius-Madagaskar)
3. Barney Marman (23', mecz Botswana-RPA)
4. Jabu Pule (27, mecz Botswana-RPA)
5. Matthew Booth (35', mecz Botswana-RPA)
6. Diphetogo Selolwane (43', mecz Botswana-RPA)
7. Khumo Motlhabane (57', mecz Botswana-RPA)
8. Labajoa Mphongoa (29', mecz Lesotho-Mozambik)
9. Kapango (58', mecz Lesotho-Mozambik)
10. Sataca (60', mecz Lesotho-Mozambik)
11. Denis Masina (47', mecz Suazi-Namibia)
12. Johannes Hindjou (85', mecz Suazi-Namibia)
13. Dumisaini Mpofu (64', mecz Zimbabwe-Suazi)
14. Mxolisi Mthethwa (42', mecz Zimbabwe-Suazi)
15. Essau Kanyenda (6', mecz Malawi-Angola)
16. Peter Mgangira (32', mecz Malawi-Angola)
17. John Maduka (38', mecz Malawi-Angola)
18. Andre (48', mecz Malawi-Angola)
19. Flávio Amado (66', mecz Malawi-Angola)
20. Chingala (82', mecz Malawi-Angola)
21. Neto (87', mecz Malawi-Angola)
22. Maupo Msowoya (89', mecz Malawi-Angola)
23. Clement Mazibuko (82', mecz RPA-Madagaskar)
24. Valentin Mazinot (12', mecz RPA-Madagaskar)
25. Joseph Gatros (29', mecz Malawi-Zambia)
26. Sashi Chalwe (48', mecz Malawi-Zambia)
27. Heston Muthali (58', mecz Malawi-Zambia)
28. Dennis Masina (40', mecz RPA-Suazi)
29. Stanton Fredericks (53', mecz RPA-Suazi)
30. Mlungisi Ngubane (53', mecz RPA-Suazi)
31. Sibusiso Dlamini (67', mecz RPA-Suazi)
32. Patrick Mkhwanazi (76', mecz RPA-Suazi)
33. Mxolisi Mthethwa (78', mecz RPA-Suazi)
34. Japhet Zwane (11', mecz Malawi-RPA)
35. Clement Kafwafwa (4', mecz RPA-Malawi)
36. Dan Chitsulo (54', mecz RPA-Malawi)
37. Andre Arendse (62', mecz RPA-Malawi)
38. Cyril Nzama (63', mecz RPA-Malawi)
39. Essau Kanyenda (67', mecz RPA-Malawi)
40. Sherry Msuku (70', mecz RPA-Malawi)

## Czerwone kartki
Na turnieju sędziowie rozdali 2 czerwone kartki. Oto ich „zdobywcy” (w kolejności od piłkarza, który dostał czerwoną kartkę najwcześniej):
1. Edouard (68', mecz Mauritius-Madagaskar)
2. Roston Kilambe (89', mecz Malawi-Zambia)